# 战争来临
〈战争来临〉（英語：The Wars to Come）是美国HBO电视台奇幻电视连续剧《权力的游戏》第五季的第一集，全剧第41集。本集由本剧集的联合编剧大卫·贝尼奥夫和D·B·魏斯编剧，迈克尔·斯劳韦斯导演。本集于2015年4月12日首播，但在播出前夕连同本季前四集被泄露到网上。

## 剧情

### 序幕
在倒叙镜头中，年轻的瑟曦·兰尼斯特（内尔·威廉姆斯饰）和她的好友（伊莎贝拉·斯坦因巴甫（Isabella Steinbarth）饰）拜访了算命巫婆“蛤蟆”巫姬（乔迪·梅饰）。瑟曦想知道她以后会不会嫁给王子雷加·坦格利安，并跟他生孩子。巫姬告诉她，她反而会嫁给国王劳勃·拜拉席恩，尽管她将有三个孩子，但她所嫁给的国王会有二十个孩子。她还说，瑟曦所有的孩子会戴上金冠，穿着金罩衣，而那个比瑟曦要年轻，但更漂亮的皇后会把瑟曦击败。

### 君临城
回到现在，瑟曦（琳娜·海蒂饰）抵达贝勒大圣堂拜祭先父泰温·兰尼斯特（查尔斯·丹斯饰）。一进入圣堂，瑟曦严厉批评弟弟詹米（尼可拉·科斯特-瓦尔道饰）解放他们的弟弟提利昂，从而间接导致父亲的死亡。泰温醒来后，瑟曦走近她的叔叔凯冯·兰尼斯特（伊恩·盖尔德饰）和表兄蓝赛尔·兰尼斯特（尤金·西蒙饰）。凯冯已成为信奉七神信仰的宗教组织麻雀的一员。蓝赛尔要求瑟曦宽恕他们的通奸关系，以及他在追捕劳勃·拜拉席恩，使其身负重伤之前给他喝酒的行为。瑟曦否认知道丈夫被谋杀并离开。
玛格丽·提利尔（娜塔莉·多莫饰）走进洛拉斯（芬·琼斯饰）的房间里时，洛拉斯正和他的情人奥利法（威尔·图德饰）赤身露体躺在床上。解雇奥利法后，玛格丽告诉洛拉斯行事应更加谨慎，但他驳斥这种想法，表示他们已经看透他了，他不可能嫁给瑟曦，泰温的死意味着没人能强迫她做任何事。他把瑟曦必须留在君临城，除非跟他一起去高亭的坏消息告诉玛格丽。

### 潘托斯
提利昂（彼特·丁拉基饰）在醉意和倦意的差使下意外打破瓦里斯（康勒斯·希尔饰）偷运出维斯特洛的箱子。抵达潘托斯时，瓦里斯告诉提利昂，他和伊利里欧·摩帕提斯曾暗中合作，把丹妮莉丝·坦格利安推举为维斯特洛的新领主，还说服提利昂与他前往弥林拜见她。

### 奴隶湾
几名无垢者摘掉弥林大金字塔顶部的大金金鹰妖。随后，一位无垢者在妓院被在弥林展开行动的抵抗组织鹰身女妖之子中的一员谋害。丹妮莉丝（艾美莉·克拉克饰）命令灰虫子（雅各布·安德森饰）找出肇事者，并把遇害的士兵葬在圣恩神庙，以声讨敌人的抵抗。
西茨达拉·佐·洛拉克（乔尔·弗莱饰）回到弥林，宣称成功完成前往渊凯城的任命，而贤主奖权利转交给昔日奴隶和奴隶主的理事会。作为交换条件，贤者必须要求丹妮莉丝同意在重新开放的奴隶主战斗坑中战斗到死。丹妮莉丝拒绝该请求。后来达里奥·纳哈里斯（米契尔·哈斯曼饰）敦促她重新考虑，称他年轻在坑中搏斗给予他必备作战技能，加入第二子并遇见丹妮莉丝。
为回应达里奥的意见，丹妮莉丝拜访她的两条圈养龙韦赛利昂和雷哥，这两条龙被她深锁在地底下，以防它们出来杀人。当她接近它们饰，它们表现出侵略性，迫使她逃离房间。

### 谷地
培提尔·贝里席大人（艾丹·格伦饰）和珊莎·史塔克（苏菲·特纳饰）看着罗宾·艾林（利诺·法希奥利饰）跟一个小男孩陪练时在纠缠着。珊莎的耳目贝里席收到消息时，他很快就藏了起来。约恩·罗伊斯（鲁珀特·范西塔特饰）同意看护罗宾，教他打斗，但他的能力不容乐观。尽管贝里席告诉罗伊斯大人，他们将要去五指半岛，贝里席和珊莎反而向西走，贝里席解释他只是把她带到一个兰尼斯特家族永远找不到她的地方。
波德瑞克·派恩（丹尼尔·波特曼饰）尝试为他自己和塔斯的布蕾妮（格温多兰·克里斯蒂饰）策划下一步行动，但布蕾妮告诉他，她不希望有人跟着她。他提醒她曾向詹姆发誓要找到斯塔克的女孩，但她指出，艾莉亚不想被她保护。两人说话时，培提尔和珊莎的大篷车与他们擦身而过。

### 绝境长城
琼恩·雪诺（基特·哈灵顿饰）培训新入职的守夜人，而山姆威尔·塔利（约翰·布拉德利-威斯特饰）告诉基利（汉娜·穆雷饰）领先者将成为下一任的总司令。山姆担心教头艾里沙·索恩（欧文·蒂尔饰）会被选中，因为他最害怕野人了。梅丽珊卓（卡里斯·范·豪滕饰）召见乔恩，让他跟国王史坦尼斯·拜拉席恩（史蒂芬·迪兰饰）好好谈谈。斯坦尼斯希望乔恩说服曼斯·雷德（塞伦·希德饰）卑躬屈膝，为史坦尼斯打野人战，这样他就能从卢斯·波顿的手中夺回北地。史坦尼斯告诉乔恩，他到了日落时分才能说服曼斯，否则他会被曼斯钉在火刑柱上烧死。乔恩尝试让曼斯答应下来，但曼斯不会卑躬屈膝，因为他担心野人不会跟着他。到了晚上，曼斯被带到史坦尼斯跟前，被告知如果同意下来，他将获得栖身之所。曼斯拒绝该要求，就被放上火柴堆。不愿看着曼斯在痛苦中死去的乔恩，射箭射中他，好让他快点死去。

## 制作
本集由执行制作人大卫·贝尼奥夫与D·B·魏斯编剧，包含乔治·马丁三部小说《冰雨的风暴》山姆威尔第四章和乔恩第九章的部分内容、《群鸦的盛宴》瑟曦第二、第三章、詹姆第一章和瑟曦第八章、《魔龙的狂舞》提利昂第一章、丹妮莉丝第一章和乔恩第三章的部分内容。
本集标志着米契尔·哈斯曼（饰达里奥·纳哈里斯）、娜塔莉·伊曼纽尔（饰弥桑黛）和迪安-查尔斯·查普曼（饰托曼·拜拉席恩）升级为电视剧的长期角色。伊恩·盖尔德（饰凯冯·兰尼斯特）和尤金·西蒙（饰蓝赛尔·兰尼斯特）自第二季以来阔别数年后首次回归。

## 评价

### 收视率
《战争来临》首播期间有800万名观众收看，成为剧集播出至今观看人数最多的一集。首周有1010万名观众透过数字视频录像机或流媒体平台观看本集，网络观众净值1810万人。在英国，本集打破了Sky Atlantic频道的最高收视率，有263万人观看。本集是剧集收视率最高的一集，直至被本季的大结局《圣母怜悯》打破。HBO表示，总收视人数在接下来的三个星期升至18亿人，越来越多人透过流媒体等其他渠道观看本集。

### 专业评价
本集的评价极为正面。烂番茄根据26条评论打出100%的新鲜度，网站共识称本集为“实打实的季首播”，表示“对必然的流血事件和深化重点人物和环境的期待逐渐升温。”BBC的基斯·尤里奇（Keith Uhlich）赞扬本集和本集“名义上的主角”彼得·丁克拉格，表示该角色在第一季“带来了轻松的幽默”，但也自此“更加接近叙事的中心”。他总结道“本集能够描绘出角色的具体憧憬，皆因目光的放大能带来惊心动魄的视角，而且它还留给观众思考地平线上可能存在的其他土地和冒险。”IGN的马特·福勒（[Matt Fwoler] 错误：{{Lang}}：無法辨識代碼 le（帮助））给予本集总体正面的评价，指出“（剧集）在这种实在下有一个良好的开头，尽管没有惊人的首播。”他批评本集的角色发展，称“这是节目不断削减配角的悲惨设计中的一部分，但我们到了那个降低真正在乎角色存在感的点。”满分10分，他给予本集8.2分。
《影音俱乐部》按照惯例发布了两篇评论。埃里克·亚当斯（Erik Adams）为没有读过小说的人士写了评论，给予本集“B”级评价。迈尔斯·麦克纳特（Myles McNutt）为读过小说的认识写的评论则积极评价了本集，但他批评取景地“只要你愿意，你可以在指定的场景中花掉超过三个场景。”然而，他表示出对电视剧的兴奋感：“以一种不太严谨的描述方式为这些事件提供新的视点，创造出原有背景外的新素材，推动人物的前进。”《每日电讯报》的夏洛特·罗西（Charlotte Runice）给予四星评价（满分五星）的评论，表示“第五季的开端回应了开场更震撼的承诺”，总结称“这并不是目前为止最戏剧性的一集，但表演和剧情比以往更强。”